# 日萬
48°36′17″N 27°29′11″E / 48.60472°N 27.48639°E
日萬（烏克蘭語：Жван），是烏克蘭的村落，位於該國西南部文尼察州，由莫希利夫-波季利斯基區負責管轄，始建於1400年，面積4.47平方公里，海拔高度93米，2001年人口892。